# Махнач, Анатолий Александрович
Анатолий Александрович Махнач (род. 13 июля 1951, Москва) — белорусский геолог. Академик НАН Белоруссии (с 2003; член-корреспондент с 1994), доктор геолого-минералогических наук (1990).

## Биография
Сын А. С. Махнача и Н. А. Махнач. Окончил Гомельский государственный университет (1973). 3 1973 в Институте геологических наук Национальной АН Белоруссии (с 1994 заместитель директора, с 1998 директор). В 2001 году присвоено учёное звание профессора.
Опубликовал более 200 научных трудов, включая 14 монографий. Научные работы по проблемам литогенеза, геохимии стабильных изотопов, гидрогеохимии.
С 1999 года — председатель Белорусского геологического общества.
Премия Ленинского комсомола Белоруссии 1980 года. Премия НАН Б 1993 года.

## Избранная библиография
- Постседиментационные изменения межсолевых девонских отложений Припятского прогиба. — Минск: Наука и техника, 1980. — 198 с.
- Кудельский А. В., Шиманович В. М., Махнач А. А. Гидрогеология и рассолы Припятского нефтегазоносного бассейна. — Минск, 1985. — 223 с.
- Катагенез и подземные воды. — Минск: Наука и техника, 1989. — 311 с. — ISBN 5-343-00070-3.
- Махнач А. А., Михайлов Н. Д., Колосов И. Л., Шиманович В. М. Изотопы углерода и кислорода в девонских карбонатных образованиях Беларуси. — Минск, 1994. — 96 с. — ISBN 985-6117-03-8.
- Геалагічная будова і гісторыя геалагічнага развіцця // БЭ ў 18 т. — Минск, 2004. — Т. 18. Кн. II. Рэспубліка Беларусь.